# Séko
Séko est une localité située dans le département d'Arbollé de la province du Passoré dans la région Nord au Burkina Faso.

## Santé et éducation
Le centre de soins le plus proche de Séko est le centre de santé et de promotion sociale (CSPS) d'Arbollé tandis que le centre médical avec antenne chirurgicale (CMA) de la province se trouve à Yako.
Le village possède une école primaire de trois classes, financée en partie par l'association Ouest Allier Burkina Faso et un partenariat avec les communes françaises de Domérat et de Désertines dans le département de l'Allier.